# Johan Haqvin Wallman

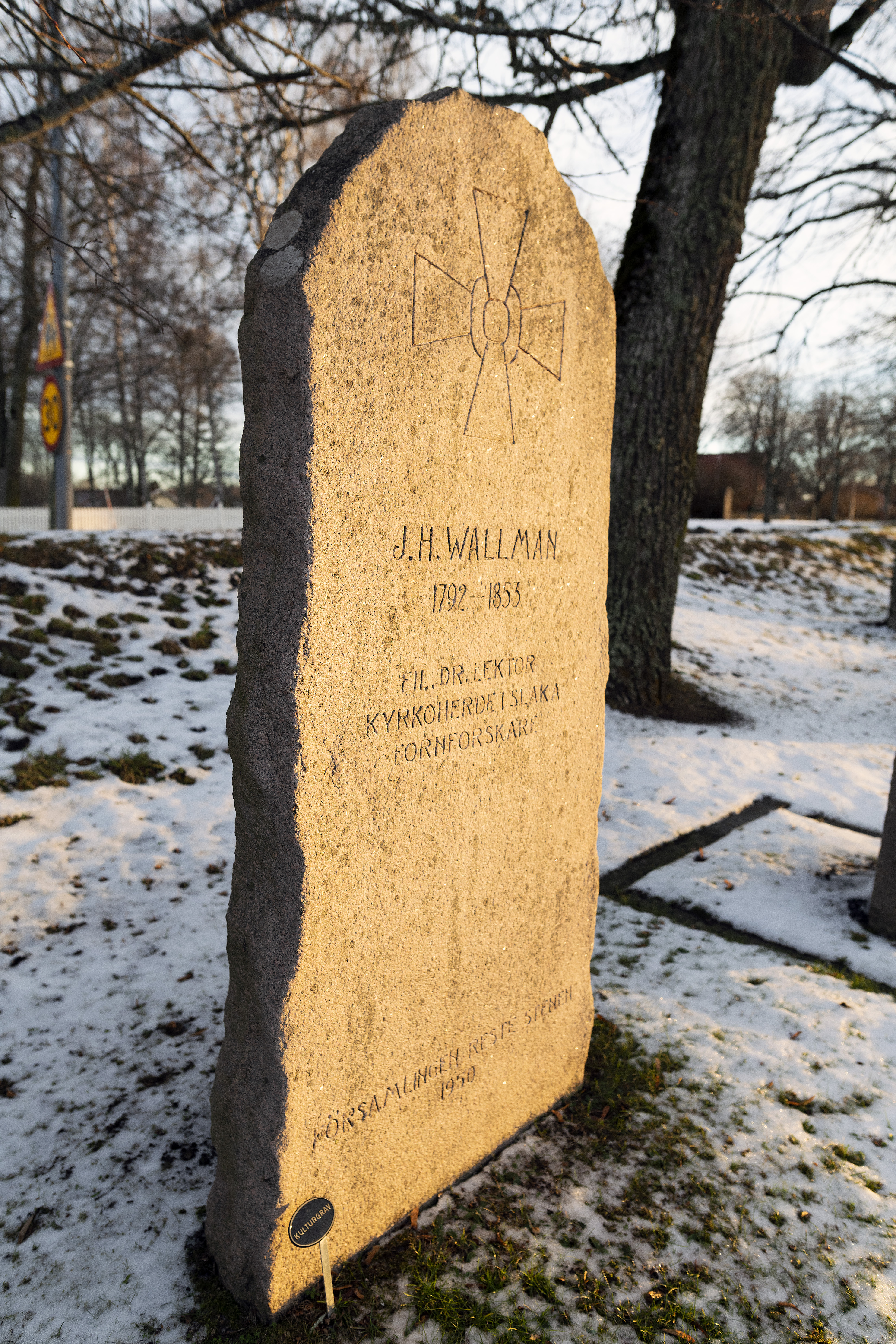
Minnessten på Slaka kyrkogård, rest över Wallman.

Johan Haqvin Wallman, född 7 september 1792 i Linköping, död 25 juni 1853 i Slaka, Östergötland, var en svensk präst, lektor, tecknare och kulturhistoriker.
Han var son till prosten i Vallerstad Johannes Danielsson Wallman och Beata Follin. Efter studier vid Linköpings gymnasium blev han student vid Uppsala universitet 1810 och magister 1815. År 1819 och 1820 företog han på kronprins Oscars och Jacob Adlerbeths bekostnad vetenskapliga resor genom landskapen i Götaland. Han var en flitig samlare av folkvisor och folksägner, men var framför allt fornminnesforskare. Wallman var även en skicklig botaniker som bland annat slutförde utgivandet av tredje upplagan av Samuel Liljeblads Utkast till en svensk flora efter Liljeblads död.
År 1822 erhöll han Vitterhetsakademiens stora pris för sin skrift Historisk och geographisk afhandling om Skandinaviens bebyggande efter orientaliska och vesterländska källor och 1828 samma pris för skriften Öfversigt öfver svenska fornlemningar med anvisning till deras kännedom och beskrifning.
Han blev docent i naturalhistoria vid Linköpings gymnasium 1822, amanuens vid Linköpings stiftsbibliotek 1824, lektor i historia vid Linköpings gymnasium 1829. Han avlade pastoralexamen 1836, prästvigdes samma år och blev då prebendekyrkoherde i Slaka. Han var riksdagsman 1844–1845, 1847–1848, 1850–1851 och statsrevisor 1845.
Wallman var ledamot av Götiska förbundet där han antog förbundsnamnet ”Helge”. Han blev korresponderande ledamot av Vitterhetsakademien och arbetande ledamot 1829. Hans samlingar finns i Nordiska museet och Antikvarisk-topografiska arkivet (ATA) vid Vitterhetsakademien. Han var ledamot av Det Kongelige Nordiske Oldskriftselskab i Köpenhamn.
Wallman lade ner ett stort arbete som hembygdsforskare och skrev manuskriptet Anteckningar öfwer gamla fylkeslandet Werends historia och fornlämningar som numera förvaras vid Antikvariskt-topografiska arkivet. Wallman är representerad med teckningar och handlingar vid Vitterhetsakademien i Stockholm.